# Vazimba
I Vazimba (in malgascio vaˈʒimbə̥), secondo la tradizione popolare, furono i primi abitanti del Madagascar. Nella tradizione orale essi sono generalmente descritti come un popolo di bassa statura, il che ha portato alcuni a sostenere che potesse trattarsi di pigmei migrati dalle isole che costituiscono la moderna Indonesia, stabilitisi in Madagascar tra il 100 e il 400 a.C..  Le storie sui Vazimba costituiscono un elemento significativo nella tradizione culturale e nella identità collettiva dei popoli del Madagascar, ispirando diverse credenze e pratiche in tutta l'isola.

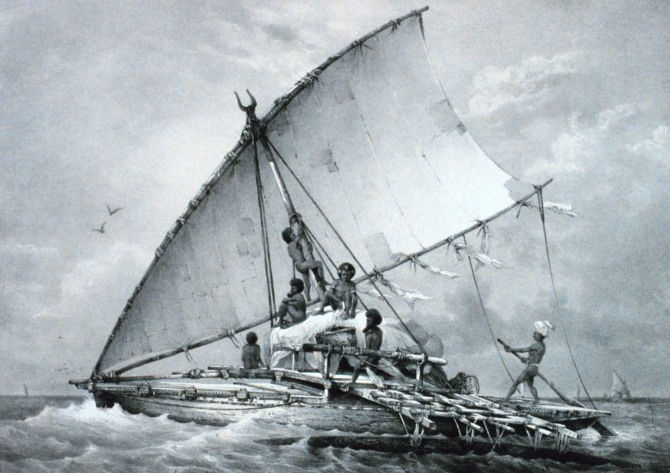

## I primi coloni del Madagascar
I fatti relativi ai primi insediamenti in Madagascar da parte di esploratori provenienti dalla odierna Indonesia, includendo l'epoca esatta e le modalità di questa colonizzazione, sono tuttora oggetto di studi e di controversie. Si è ipotizzato che vi siano state diverse ondate di colonizzazione. Secondo questa teoria, le diverse ondate ebbero origine nella stessa regione del sud est asiatico, e condividevano la stessa cultura. 
Le ricerche archeologiche e la tradizione orale hanno fornito alcune indicazioni sul presunto stile di vita di queste popolazioni.I Vazimba non conoscevano la metallurgia né la coltivazione del riso e usavano armi realizzate con l'argilla. Al loro arrivo nelle antiche foreste della regione degli altopiani, i Vazimba praticavano il tavy (una tecnica di agricoltura taglia-e-brucia) per ripulire il terreno al fine di coltivare banane, tuberi, zenzero ed altri alimenti di base. Raccoglievano miele, frutta e semi commestibili e cacciavano piccola selvaggina nelle foreste. Come la loro popolazione aumentò, si stabilirono i primi villaggi, governati da capi e in seguito da re. Si ritiene che i governanti arrossassero i loro capelli utilizzando il pigmento contenuto in un fungo; l'associazione del colore rosso con la regalità è tuttora presente in molte parti del Madagascar.
La tradizione orale classifica i Vazimba in base alla parte dell'isola in cui si ritiene si fossero insediati. I vazimba andrano ("vazimba dell'acqua") si sarebbero stabiliti lungo i corsi dei fiumi e sulle rive dei laghi. I vazimba antety ("vazimba della terra") si sarebbero insediati nella regione degli altopiani centrali. I vazimba antsingy ("vazimba degli tsingy") avrebbero creato i loro insediamenti nelle caverne degli tsingy di Bemaraha nel Madagascar occidentale.
L'origine indonesiana delle prime popolazioni malgasce è corroborata da numerose evidenze archeologiche , genetiche, linguistiche , etnologiche e storiche .

## Ascesa e declino
Il primo periodo della storia malgascia è nota come il periodo Vazimba (faha vazimba), e coincide con l'arrivo delle prime popolazioni sull'isola e l'instaurazione di regni - spesso retti da regine - nella regione degli altopiani centrali. Stando ad alcune fonti della tradizione orale, il primo sovrano vazimba si chiamava Andriandravindravina.
 
Il secondo periodo nella storia orale inizia con la conquista degli altopiani centrali da parte dei sovrani Merina e la successiva instaurazione del regno Imerina. Ad Andriamanelo (1540-1575) - egli stesso ritenuto per metà di origine vazimba, attraverso le sue antenate la regina Rangita e la regina Rafohy - viene attribuito (assieme con i suoi successori Ralambo e Andrianjaka) il merito di avere estromesso i vazimba dalla regione degli altopiani centrali e il loro confinamento nella parte occidentale dell'isola.

Si ritiene che gli ultimi vazimba siano stati annientati durante il regno di Andrianjaka (1610-1630). Tuttavia, c'è chi ritiene che i vazimba non si siano estinti, ma siano stati assimilati dalla cultura Merina. Nella tradizione orale sia dei Merina che dei Betsileo ricorre il racconto di matrimoni misti tra Merina e Vazimba, e alcuni autori sostengono che i Mikea, un popolo di cacciatori-raccoglitori, e i Vezo, una tribù di pescatori, entrambi concentrati lungo le coste del Madagascar occidentale e meridionale, possano essere gli attuali discendenti dei vazimba.

## I Vazimba nell'immaginario popolare
Nella tradizione orale esistono numerose storie e leggende correlate con i Vazimba. Per esempio, si racconta di una donna vazimba chiamata Ramboamana e di un uomo vazimba chiamato Ramboabesofy, noti come tompon-tany ("padroni della terra"), che sarebbero stati i primi abitanti del Madagascar, stabilitisi nella regione di Ankavandra. La coppia ebbe due figli, chiamati Rangoromana e Zafihisoky, che la leggenda vuole siano stati i primi ad introdurre nell'isola gli zebù.

I Merina fanno risalire la loro genealogia ad un uomo chiamato Ndrenavoavo e a sua sorella Pelamana, i quali sarebbero stati i primi non-Vazimba ad arrivare in Madagascar. I loro corpi sarebbero seppelliti in una foresta vicino Tsirendresaka e si dice che i loro corpi fossero venerati da tutti i Vazimba di Betsiriry. A loro volta, le popolazioni Tsirendresaka osservano una fady che proibisce l'uccisione degli zebu, in omaggio alla memoria dei vazimba e alla loro tradizione di allevare il bestiame senza ucciderlo.
Nell'odierno Madagascar è diffusa la credenza di una origine non umana dei vazimba, considerati come una sorta di mostri o di spiriti malvolenti, che tuttora si rifugerebbero in siti naturali come fiumi, caverne o gole. Alcuni di questi siti, nei quali si ritiene siano sepolti i vazimba, sono considerati sacri, e sono oggetto di pellegrinaggi e di sacrifici rituali. I Vazimba sono spesso descritti come creature di bassa statura, dalla carnagione chiara o molto scura; alcune descrizioni li vogliono dotati di una faccia abnormemente allungata, con larghe labbra che nascondono denti simili a zanne. Tra le tante credenze diffuse rispetto ai Vazimba, si vuole che essi non possano toccare nessun oggetto che sia stato in contatto con il sale; nelle aree in cui si ritiene esistano antiche sepolture vazimba è vietato introdurre aglio e carne di maiale.